# 弥生町 (境港市)
弥生町（やよいちょう）は、鳥取県境港市の町名。郵便番号は684-0002。

## 地理
市の北部である。

## 歴史
1926年から現在の町名である。はじめ境町、1954年境港町、1956年から境港市の町名である。成立当時、市街地西部の郊外にあたり、地内の大半は荒地だった。岸壁に石油荷役設備が整備され、沿岸部に石油油槽所4社の石油貯蔵タンクが林立し、その一画に耐火煉瓦工場、水産加工場、缶詰工場が操業し、臨界工業地帯を形成する。

## 世帯数と人口
2021年（令和3年）12月31日現在の世帯数と人口は以下の通りである。
| 町丁   | 世帯数  | 人口  |
| ------ | ------- | ----- |
| 弥生町 | 186世帯 | 430人 |

### 人口の変遷
国勢調査等による人口の推移
| 1955年（昭和30年） | 150人 | [ 4 ] |  |
| 1980年（昭和55年） | 175人 | [ 4 ] |  |

### 世帯数の変遷
国勢調査等による世帯数の推移。
| 1955年（昭和30年） | 59世帯 | [ 4 ] |  |
| 1980年（昭和55年） | 60世帯 | [ 4 ] |  |

## 小・中学校の学区
市立小・中学校に通う場合、学区は以下の通りとなる。
| 番地 | 小学校           | 中学校             |
| ---- | ---------------- | ------------------ |
| 全域 | 境港市立境小学校 | 境港市立第一中学校 |

## 交通

### 鉄道
町内に鉄道駅はない。最寄り駅は境港駅。

## 経済

### 産業
企業
- 岡田商店（ENEOSビーロード境港SS）
- 堀田石油 本社

かつて存在した企業
- 上野水産（水産物の加工及び販売・鮮魚仲買業）[6]
- 鳥取缶詰[7]
- 日ノ丸窯業 境港工場[8]（耐火煉瓦製造） - 社長は木島虎蔵[9]。

## 地域

### 施設
公園
- 弥生公園

## ゆかりのある人物
- 板倉乾（鳥取缶詰会長、境港商工会議所副会頭） - 住所が弥生町[10]。
- 板倉周二（鳥取缶詰会長、境港商工会議所参与） - 板倉乾の養子[11]。